# Narcissus primigenius
Narcissus primigenius är en amaryllisväxtart som först beskrevs av Fern.Suárez och Manuel Laínz, och fick sitt nu gällande namn av Francisco Javier Fernández Casas och José María Laínz Ribalaygua.
Narcissus primigenius ingår i släktet narcisser, och familjen amaryllisväxter. 
Inga underarter finns listade i Catalogue of Life.

## Habitat
Nordvästra Spanien och norra Portugal.

## Etymologi
- Släktnamnet Narcissus kommer från grekiska Νάρκισσος (Narkissos), son till flodguden Chephissos och najaden Leiriope (iland stavat Liriope). Han var den vackraste av alla ynglingar. Ordet härleds från grekiska ναρκὰο, (narkào), som betyder genomträngande, sövande lukt (jfr narkos). Detta har sin tur ursprung från persiska نرگس (läses från höger till vänster nrgs), uttalas nargis. Syftningen är på blommans starka doft.
- Artepitetet primigenius är latin och betyder ursprunglig, den förste, den främste.

## Underarter
- Narcissus macrolobus var. pallescens Pugsley, 1933
- Narcissus pallidiflorus f. asturicus Pugsley, 1933
- Narcissus pseudonarcissus ssp. calcicarpetanus (Fern.Casas) Fern.Casas, 1983
- Narcissus pseudonarcissus ssp. eugeniae (Fern.Casas) Fern.Casas, 1983
- Narcissus pseudonarcissus var. leonensis (Pugsley) Fern.Suárez ex M.Laínz, 1982
- Narcissus pseudonarcissus ssp. leonensis (Pugsley) Fern.Casas & M.Laínz, 1984
- Narcissus pseudonarcissus ssp. munozii-garmendiae (Fern.Casas) Fern.Casas, 1983
- Narcissus pseudonarcissus ssp.pallidiflorus (Pugsley) A.Fern., 1951
- Narcissus pseudonarcissus f. pleniflorus P.D.Sell, 1996
- Narcissus pseudonarcissus var. primigenius Fern.Suárez ex M.Laínz, 1982
- Narcissus pseudonarcissus ssp. primigenius (Fern. Suárez ex M.Laínz) Fern.Casas & M.Laínz, 1984
- Narcissus pseudonarcissus ssp. provincialis (Pugsley) J.-M.Tison, 2010
- Narcissus pseudonarcissus ssp. pugsleyanus Barra & G.López, 1983
- Narcissus pseudonarcissus ssp. radinganorum (Fern.Casas) O.Bolòs & Vigo, 2001
- Narcissus pseudonarcissus ssp. radinganorum (Fern.Casas) Mateo & M.B.Crespo, 2001